# 宽城子沙俄火车站俱乐部旧址
宽城子沙俄火车站俱乐部旧址位于中华人民共和国吉林省长春市凯旋路29号，原宽城子站附属地内。1994年1月19日被列入长春市第六批文物保护单位。

## 历史

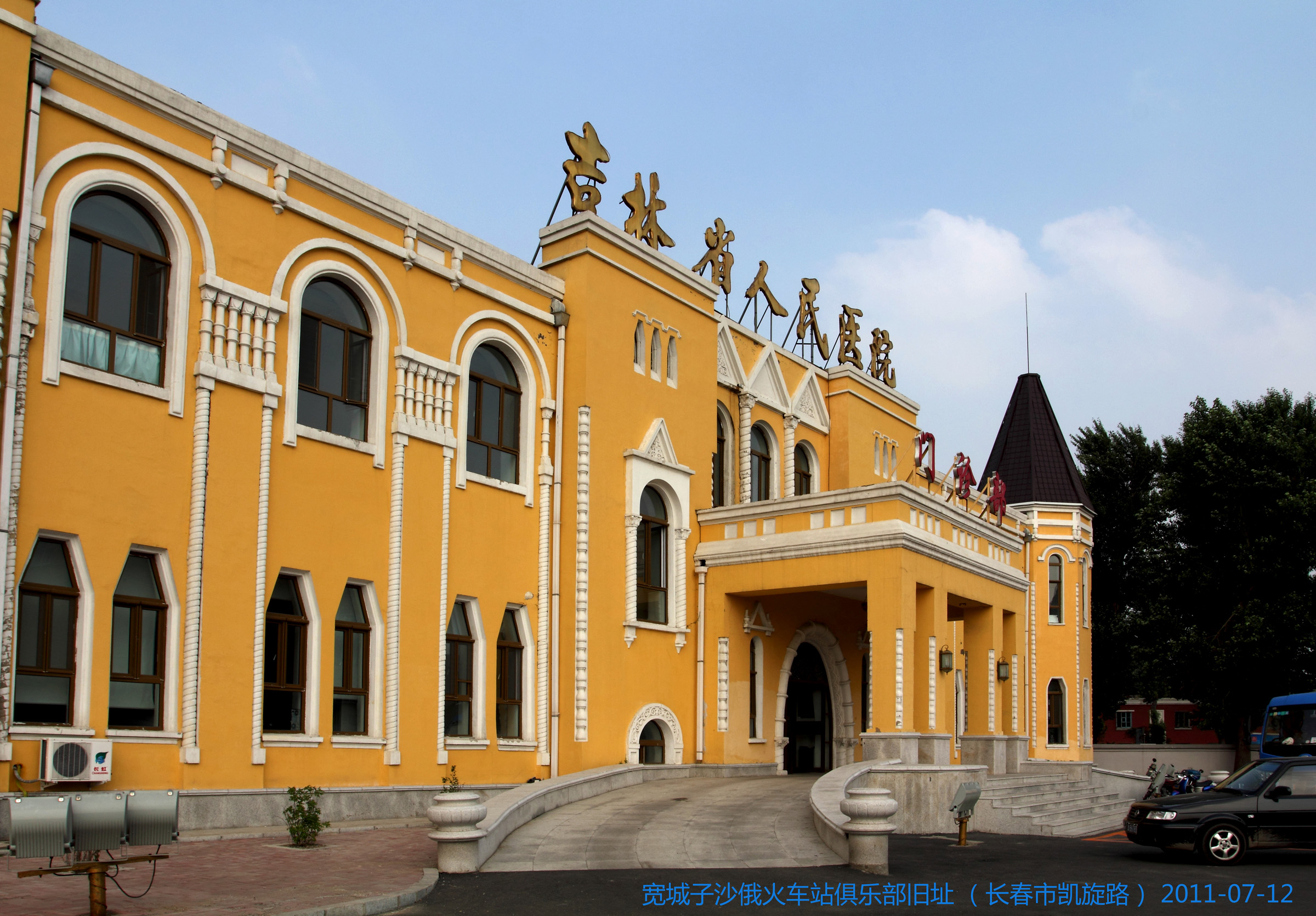
吉林省人民医院凯旋院区门诊楼

宽城子沙俄火车站俱乐部始建于1903年，最早为中东铁路俄籍军政人员的娱乐场所，后被满铁和当地居民使用。1994年1月19日被列入长春市第六批文物文物保护单位。2010年改建为吉林省人民医院凯旋院区门诊楼，仍保留有主要建筑形态。